# 数据恢复软件列表
下列是较为知名的数据恢复软件列表。

## 可引导启动
有时需要在无法正常启动的系统上完成数据恢复。正因如此，需要一个包含最小操作系统的启动盘、Live CD、Live USB或其他类型的Live CD。
- BartPE：一个轻量级的Microsoft Windows XP或Windows Server 2003的变体，32位操作系统，类似Windows PE，这可以从一个Live CD或Live USB驱动器启动。
- Boot Repair Disk（英语：Boot Repair Disk）：一键修复Linux和Microsoft Windows系统的启动项。
- Finnix（英语：Finnix）：一个基于Debian的LiveCD，着重于小和快速，用于计算机和数据的救援。
- Data Rescue 3（英语：Prosoft Engineering）：Prosoft Engineering（英语：Prosoft Engineering）公司制作的一个可启动的OS X恢复DVD，支持HFS和HFS+文件系统。
- Data Rescue PC3（英语：Prosoft Engineering）：一个基于Linux的Live CD/Live USB，具有Prosoft Engineering（英语：Prosoft Engineering）公司的数据恢复软件，支持FAT和NTFS文件系统。
- Hiren's BootCD（英语：Hiren's BootCD）：一个可启动CD，包含各类诊断程序，例如分区助手、性能基准测试、磁盘克隆和镜像工具、数据恢复工具、MBR工具BIOS工具，以及许多修复计算机问题的工具。
- Knoppix：原装的Linux Live CD。包含许多适合数据恢复的实用工具。
- SpinRite（英语：SpinRite）：一个基于FreeDOS的数据恢复工具，适用于硬盘和磁存储设备。
- SystemRescueCD（英语：SystemRescueCD）：一个基于Gentoo的Live CD，可用于修复无法启动的计算机和系统，在系统崩溃后找回数据。
- Trinity Rescue Kit（英语：Trinity Rescue Kit）：一个免费的命令行Live CD Linux分发版，专为救援Windows PC而创建。
- Ultimate Boot CD for Windows（英语：Ultimate Boot CD for Windows）：一个Microsoft Windows XP Live CD，内置有诊断和修复工具，适合清除恶意软件和恢复数据。
- Windows預先安裝環境：一个可定制的Microsoft Windows启动DVD（微软制作，可免费分发）。可以被修改为引导启动上述列出的软件。

## 一致性检查
- CHKDSK：适用于DOS和Windows系统的一致性检查程序。
- Disk First Aid（英语：Disk First Aid）：适用于Mac OS 9的一致性检查程序。
- 磁碟工具程式：适用于Mac OS X的一致性检查程序。
- fsck：用于UNIX的一致性检查程序。
- GParted：GNU Parted的前端，GNU分区编辑器，可以调用fsck。

## 文件恢复
- ApowerRecover（英语：ApowerRecover）：Apowersoft出品。多平台的数据恢复工具。
- CDRoller（英语：CDRoller）：恢复光碟的数据。
- Data Recovery Wizard（英语：Data Recovery Wizard）：EaseUS出品。Microsoft Windows文件恢复实用工具。
- Data Rescue PC3（英语：Prosoft Engineering）：Prosoft Engineering（英语：Prosoft Engineering）公司的数据恢复软件，适用于FAT和NTFS文件系统。
- Disk Drill Basic（英语：Disk Drill Basic）：适用于Mac OS X和Windows的数据恢复程序。
- dvdisaster：生成用于光盘的数据纠正数据。
- FileSalvage（英语：FileSalvage）：一个Mac OS X数据恢复程序。
- GetDataBack（英语：GetDataBack）：一个Windows的数据恢复程序。
- Hetman Partition Recovery（英语：Hetman Partition Recovery）：完整的数据恢复解决方案。
- IsoBuster（英语：IsoBuster）：恢复光盘、USB驱动器、闪存盘和硬盘的数据。
- Mac Data Recovery Guru（英语：Mac Data Recovery Guru）：一个Mac OS X数据恢复程序，支持在USB驱动器、光盘和硬盘驱动器上运行。
- Norton Utilities：一个文件恢复工具实用套装。
- PhotoRec：多平台CLI程序，用于恢复文件。
- Recoverit（英语：Recoverit）：Wondershare出品。适用于Mac和Windows的数据恢复。
- Recover My Files（英语：Recover My Files）：Microsoft Windows 2000及之后版本，FAT、NTFS和HFS。
- Recuva：Microsoft Windows 2000及之后版本，FAT和NTFS。
- Stellar Data Recovery（英语：Stellar Data Recovery）: 适用于Mac和Windows的数据恢复程序。
- TestDisk：多平台。恢复文件和丢失的硬盘分区。
- TotalRecovery（英语：TotalRecovery）：Microsoft Windows。可启动备份和恢复系统。
- TuneUp Utilities：Microsoft Windows XP及之后版本。有一套文件恢复实用工具。
- iRecover（英语：iRecover）：支持FAT、FAT32、NTFS、EXT2/3/4 XFS、RAID和NAS。

## 电子取证
- EnCase（英语：EnCase）：一个Guidance软件开发的法务工具套装，用于镜像和和法学分析UNIX、Linux和Windows系统。
- Foremost（英语：Foremost (software)）：一个开源的命令行界面文件恢复程序，最初由U.S. Air Force Office of Special Investigations（英语：U.S. Air Force Office of Special Investigations）和NPS（英语：Naval Postgraduate School）中心为信息系统安全研究和探索开发。
- Forensic Toolkit（英语：Forensic Toolkit）：出自AccessData，用于执法行动。
- Open Computer Forensics Architecture（英语：Open Computer Forensics Architecture）：一个运行在Linux上的开源程序。
- The Coroner's Toolkit（英语：The Coroner's Toolkit）：一个实用工具套装，协助法务人员分析已进入的UNIX系统。
- The Sleuth Kit（英语：The Sleuth Kit）：也称TSK。The Sleuth Kit是一套法务分析工具，由Brian Carrier为UNIX、Linux和Windows系统开发。TSK包括Autopsy forensic browser。

## 镜像工具
- 再生龍：一个免费的磁盘克隆、磁盘镜像、数据恢复和部署启动磁盘的工具
- CopyCatX（英语：CopyCatX）：最初是一款备份软件，它可以为已损坏的介质创建镜像。
- ddrescue：一个类似dd的开源工具，但可以跳过和在稍后重试损坏的块，适合发生坏块故障的存储设备。
- dd：常用的字节级克隆工具，在基于Unix的系统中都可找到。

## 公司
- The Data Rescue Center（英语：The Data Rescue Center）
- DriveSavers（英语：DriveSavers）：各主要硬盘制造商已授权的数据恢复服务
- DTI Data（英语：DTI Data）
- SalvageData（英语：SalvageData）
- SecureDataRecovery（英语：SecureDataRecovery）